# البياضية (أعزاز)
البياضية أو آق برهان كما تعرف محليّاً، قرية سوريّة تتبع إداريّاً لمحافظة حلب منطقة أعزاز ناحية أخترين، بلغ تعداد سكانها 627 نسمة حسب التعداد السكاني لعام 2004.